# Radiado bárbaro

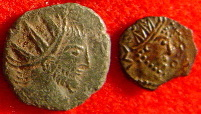
Dos radiados bárbaros que imitan a los antoninianos.

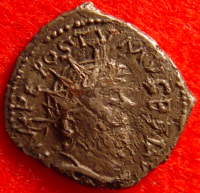
Radiado bárbaro del usurpador y primer emperador del Imperio galo Póstumo.

El radiado bárbaro es una imitación del antoniniano, un tipo de moneda emitida durante el Imperio romano, llamada así por su estilo tosco y la prominente corona radiada que llevaba el emperador en el anverso.

## Historia
Los radiados bárbaros se emitieron de forma privada principalmente durante la crisis del siglo III (c. 259-274) en las provincias occidentales del Imperio. Generalmente no se consideran falsificaciones, ya que rara vez eran engañosas porque eran más pequeñas y toscas que las emisiones estándar. Probablemente servían como monedas de cambio de pequeño valor.
Aunque antiguos numismáticos, especialmente Philip V. Hill, teorizaron que los radiados bárbaros se produjeron mucho después que sus prototipos y durante la Edad Media y el periodo sajón, trabajos más recientes indican que, en general, fueron contemporáneos de sus prototipos.
Según Hill, en Inglaterra, aunque los radiados bárbaros se produjeron claramente en varios lugares, la evidencia de los tesoros muestra la presencia de estilos locales. Por ejemplo, en el norte de Inglaterra hubo una fuerte tendencia a producir radiados bárbaros con figuras inversas con contornos sin relieve, mientras que en el sur de Inglaterra fueron más comunes las figuras en alto relieve y trazos más gruesos y llenos. También existían "escuelas artísticas" similares para piezas producidas en la Europa continental.
Debido a su fabricación no oficial, los radiados bárbaros presentan muchas peculiaridades. Los tipos de los reversos que representan a una determinada deidad o personificación, por ejemplo Spes, pueden presentar, en su lugar, una leyenda en el reverso para Pietas. En algunos ejemplares, los dispositivos normalmente asociados a una deidad o personificación se muestran con una deidad o personificación diferente. Por ejemplo, el cetro, que normalmente es un símbolo de Pax, aparece con Pietas. El resultado es una personificación o deidad genérica invertida.
Las leyendas de los radiados bárbaros van desde copias correctas y exactas del prototipo, hasta un batiburrillo de letras y símbolos ininteligibles y sin sentido. Las piezas más pequeñas, conocidas como minims, de menos de 10 mm de diámetro, suelen ser anepígrafas (sin marcas/letras). En las imitaciones bárbaras muy degradadas, se tiende a destacar un rasgo particular del prototipo, en este caso la corona radiada
Los prototipos más imitados son los de los emperadores galos, como los Tétricos (270-274), Tétrico I y su hijo Tétrico II, que se distingue por no tener barba y su padre, sí. Los siguientes más frecuentes son los de Claudio II (270), especialmente las emisiones póstumas con un altar en el reverso, y Victorino (268-270). Las imitaciones de los antoninianos de Póstumo son escasas, aunque las de sus grandes bronces (como el doble sestercio) son relativamente comunes. Otros tipos poco comunes o raros por orden de frecuencia son los de Galieno, Quintilo, Probo, Aureliano y Tácito.